# Рузин, Владимир Иванович
Владимир Иванович Рузин (17 июля 1948 года, с. Ленинское, Ленинский район, Крымская область, РСФСР, СССР — 16 июля 2020 года, Москва, Россия) — советский и российский художник. Народный художник Российской Федерации (2019).

## Биография
Родился 17 июля 1948 года в с. Ленинское Ленинского района Крымской области.
Учился в художественной школе и изостудии при картинной галерее имени И. К. Айвазовского в Феодосии открытой Н. С. Барсамовым в 1952 году.
В 1975 году — окончил Ленинградское высшее художественно-промышленное училище имени В. И. Мухиной (сейчас  — Санкт-Петербургская художественно-промышленная академия имени А. Л. Штиглица).
В конце 70-х годов XX века переехал во Владимир и начал работать на художественно-графическом факультете Владимирского государственного педагогического института (сейчас это Институт искусств и художественного образования ВлГУ), являлся профессором кафедры дизайна, изобразительного искусства и реставрации ВлГУ.
С 1985 года — член Союза художников СССР.
Скончался 16 июля 2020 года за 1 день до своего 72-хлетия в больнице в Москве, где проходил лечение от коронавирусной инфекции.

## Творческая деятельность
Основал и руководил мастерской эстампа (графического искусства).
Работал в технике цветного офорта, в уникальных техниках  —  пастель, графит, сангина, соус, возрождал несколько позабытое искусство гравирования медных досок бескислотными техниками (гравирование рулетами и матуарами, пуансонами и рифелями, сухой иглой и техникой меццо-тинто).
Участник областных, республиканских, всесоюзных и международных художественных выставок.
Работы представлены во многих российских музеях, а также в музеях Франции и Германии.

## Награды
- Медаль ордена «За заслуги перед Отечеством» II степени (13 октября 2011 года) — за заслуги в развитии отечественной культуры и искусства, многолетнюю плодотворную деятельность[2]
- Народный художник Российской Федерации (29 апреля 2019 года) — за большие заслуги в области изобразительного искусства[3]
- Заслуженный художник Российской Федерации (28 декабря 1995 года) — за заслуги в области искусства[4]
- Благодарность Министра культуры и массовых коммуникаций Российской Федерации (17 октября 2005 года) — за активную творческую деятельность, большой личный вклад в развитие изобразительного искусства и в связи с 60-летием со дня образования Владимирского областного отделения Всероссийской творческой общественной организации «Союз художников России»[5]